# Typ 83 (Raketenwerfer)
Der Typ 83 ist ein Mehrfachraketenwerfersystem der Volksrepublik China auf Kettenfahrzeug. Es dient zur Bekämpfung von Flächenzielen.

## Entwicklung
Das System wurde 1978 vom staatlichen Waffenhersteller Norinco entwickelt. Die erste Systeme wurden 1984 Jahre bei den chinesischen Streitkräften eingeführt. Da der Typ 83 stets problembehaftet war, wurde er nur in einer geringen Stückzahl produziert und die Produktion im Jahr 1988 eingestellt. Mittlerweile werden die Raketen des Typ 83 als Zieldarstellungsdrohne zum Training von Flugabwehreinheiten eingesetzt. Der Typ 83 diente als Grundlage für den späteren WM-80-Mehrfachraketenwerfer.

## Varianten
- Typ 83: Standardvariante mit vier Werferrohren; mit Raketen mit einer max. Reichweite von 40 km.
- WM-40: Exportversion

## Technik
Das ganze System ist auf einem Typ-60-1-Kettenfahrzeug untergebracht. Auf dem Fahrzeug ist hinter der Führerkabine ein horizontal und vertikal schwenkbarer Werferarm installiert. Auf diesem sind nebeneinander vier Werferrohre angebracht. Das Werferfahrzeug wiegt 17,5 Tonnen und hat eine Besatzung von fünf Mann. Angetrieben wir das Fahrzeug von einem 12150L-Dieselmotor mit 300 PS Leistung. Dieser ermöglicht dem Fahrzeug eine Fahrgeschwindigkeit von 60 km/h sowie einen Fahrbereich von rund 400 km. Die Raketen werden in einem Intervall von 7,5 Sekunden abgefeuert. Das Nachladen eines leeren Werfers erfolgt mit einem Kran und dauert rund 10 Minuten.

## Raketen
Die Raketen mit Kaliber 273 mm sind drallstabilisiert und haben am Flugkörperende vier Stabilisierungsflügel. Der Drall der Rakete entsteht durch vier Schubdüsen, welche rechtwinklig zur Hauptantriebsdüse angeordnet sind. Die Raketen messen 4,752 m in der Länge und haben ein Startgewicht von 484 kg. Die maximale Reichweite liegt bei 40 km bei einer Brennschlussgeschwindigkeit von 810,5 m/s. Die minimale Flugdistanz beträgt 23 km. Die maximale Streuung einer Raketensalve liegt bei 0,7 % in Flugrichtung und bei 1,2 % im Azimut. Die Raketen haben einen 134 kg schweren Splittergefechtskopf mit einem Splitterwirkungskreis von knapp 70 m.

## Verbreitung
Volksrepublik China (Heer)